# Wouter Koolmees
Wouter Koolmees, né le 20 mars 1977 à Capelle aan den IJssel, est un homme politique néerlandais, membre des Démocrates 66 (D66).
Ancien élu à la Seconde Chambre des États généraux, il est ministre des Affaires sociales et de l'Emploi entre 2017 et 2022 et vice-Premier ministre des Pays-Bas de 2019 à 2020 dans le troisième cabinet de Mark Rutte. Depuis le 1er novembre 2022, il est président-directeur général de Nederlandse Spoorwegen (NS).

## Biographie

### Carrière professionnelle
Diplômé en économie de l'université d'Utrecht, Wouter Koolmees est chercheur à l'Institut économique néerlandais (NEI) entre 1999 et 2003, puis rejoint l'administration centrale du ministère des Finances où il travaille jusqu'en 2010.
En 2022, il est nommé président-directeur général de Nederlandse Spoorwegen (NS).

### Parcours politique
Membre des Démocrates 66 depuis 2002, il est élu représentant à la Seconde Chambre des États généraux lors des élections législatives de 2010. Réélu en 2012 et 2017, il assiste le chef du parti Alexander Pechtold pour les négociations lors de la formation du cabinet Rutte III. Il fait une arrivée remarquée au Parlement le 3 avril 2017, main dans la main avec ce dernier, en signe de solidarité avec un couple homosexuel agressé la veille à Arnhem.
Le 26 octobre 2017, Wouter Koolmees prend ses fonctions en tant que ministre des Affaires sociales et de l'Emploi dans le cabinet Rutte III. Il succède au travailliste Lodewijk Asscher.
Le 1er novembre 2019, il remplace Kajsa Ollongren en tant que deuxième vice-Premier ministre, aux côtés de Hugo de Jonge et Carola Schouten. Le 14 mai 2020, Kajsa Ollongren reprend officiellement ses fonctions de vice-Première ministre après s'être rétablie de sa maladie.
Le 10 janvier 2022, Wouter Koolmees quitte le gouvernement. Le chrétienne-démocrate Karien van Gennip lui succède au ministère des Affaires sociales et de l'Emploi.

### Vie privée
Wouter Koolmees réside à Rotterdam, en province de Hollande-Méridionale.